# Koszaliński Pułk Obrony Terytorialnej
Koszaliński Pułk Obrony Terytorialnej por. Henryka Droździarza – oddział obrony terytorialnej ludowego Wojska Polskiego.
Koszaliński Pułk Obrony Terytorialnej został sformowany na podstawie rozkazu Ministra Obrony Narodowej Nr 010/OTK z dnia 6 maja 1963 roku i zarządzenia Szefa Sztabu Generalnego WP Nr 069/Org. z dnia 6 maja 1963 roku.
Jednostka została zorganizowana, w terminie do 30 maja 1963 roku, poza normami wojska, w garnizonie Koszalin, według etatu pułku OT kategorii „C”.
Pod koniec 1973 roku pułk został przeformowany, a w 1984 roku rozformowany.

## Struktura organizacyjna pułku
- dowództwo i sztab[5]
- 4–6 kompanii piechoty a. 3 plutony piechoty i pluton ckm
- kompania specjalna a. pluton saperów, pluton łączności i pluton chemiczny
- pluton zaopatrzenia